# 宋廣蔭
宋广荫，直隶乐亭县人，清朝政治人物、進士出身。
同治十年辛未科（1871年），登進士。后河南縣知县。